# Giuseppe Cirillo
Giuseppe Cirillo est un historien de l'art italien né le 10 juillet 1946 à Plaisance, spécialiste de l'art parmesan.

## Biographie
Giuseppe Cirillo naît en 1946 à Plaisance, dans la région d'Émilie-Romagne, en Italie,.
Historien de l'art, il collabore depuis 1983 à la revue Parma per l'Arte, fondée en 1951 par Giovanni Copertini (1893-1969), historien de l'art, graveur et dessinateur né à Parme.

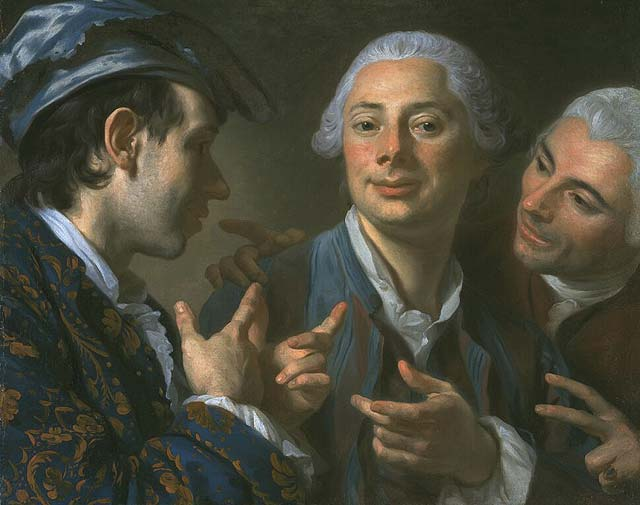
Autoportrait avec deux amis (1753), Giuseppe Baldrighi, galerie nationale de Parme.

Il mentionne dans son premier article pour la revue en 1983 l'existence dans la collection du duc de Northumberland au château d'Alnwick d'une réplique plus tardive par Giovanni Francesco Bembo de son Portrait de jeune fille avec un chien (vers 1520-1525) conservé par la Galerie Canesso,.
En 1989, il identifie, à partir d'une gravure (1763) de Pietro Antonio Martini découverte dans une collection privée de Parme, dans les trois personnages de l'Autoportrait avec deux amis, à gauche, Giuseppe Baldrighi, auteur du tableau, au centre, le décorateur Rousselet et, à droite, le peintre Joseph-Marie Vien. L'identification est confirmée par un dessin de la bibliothèque palatine de Parme présenté dans le catalogue de l'exposition consacrée à Ennemond Alexandre Petitot en 1989. Cirillo date de manière convaincante le tableau vers 1753, année lors de laquelle Baldrighi vivait et étudiait à Paris,,,,.
Il est à l'origine de l'identification en 1996 d'Angelo Maria Rossi, auparavant connu comme « Pseudo Fardella » et « Pittore di Carlo Torre », à partir du monogramme AMR de sa signature figurant dans de nombreux inventaires de collections à Milan,.

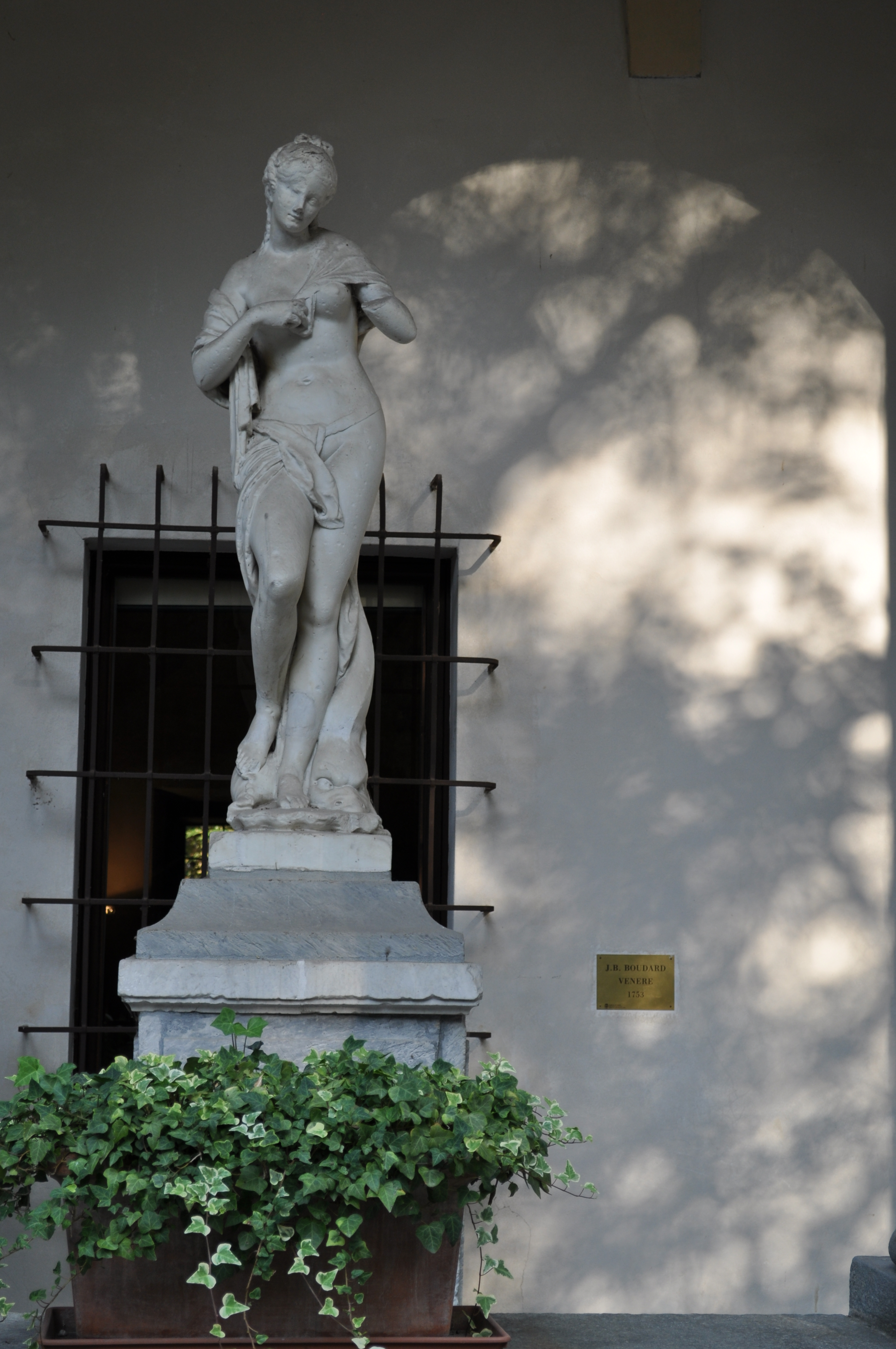
Venere (1753), Jean Baptiste Boudard,.

Spécialiste de l'art parmesan, il publie en 2002 la monographie consacrée à Ennemond Alexandre Petitot, recensée par l'Académie nationale des Beaux-Arts de Parme et qui fait suite à l'exposition organisée pour le bicentenaire de la disparition de l'architecte français actif à Parme de 1753 à sa mort en 1801. Il relie à cette occasion la sanguine de la Vénus du musée Glauco Lombardi datée de 1753 et précédemment documentée dans son ouvrage de 1991, I disegni della Biblioteca Palatina di Parma, à sa traduction en marbre par Jean Baptiste Boudard la même année ou en 1754 sur le projet de jardin élaboré en 1752 par Pierre Contant d'Ivry pour le palais ducal de Parme (it) aménagé par Ennemond Alexandre Petitot,.
Il documente en 2002 le polyptyque réalisé, à la demande de la famille Pallavicino, par Filippo Mazzola (1460-1505), père du Parmigianino, pour l'église Santa Maria degli Angeli (it) de Busseto, démembré à la fermeture du couvent franciscain contigu, peu de temps après 1819, et dont une grande partie des panneaux se trouvait avant 1854 en possession du chanoine Pietro Seletti, professeur de Giuseppe Verdi au Ginnasio de Busseto.
En 2003, il attribue à Bernardino Gatti la Pietà vendue en 2006 par Christie's sous l'attribution du cercle de Scipione Pulzone,.
Il publie entre autres pour la revue Parma per l'Arte l'analyse de l'œuvre de Carlo Urbino da Crema en 2005 et la monographie de Clemente Ruta en 2012.
Il confirme, dans l'ouvrage qu'il publie en 2005, l'attribution à Arcimboldo, proposée en 1995 et 1998 par Giulio Bora, du dessin du Metropolitan Museum of Art, Study of a Figure in a Niche (Saint Ambrose; recto) (1564-1565), « entièrement convaincant sur la base du style, des preuves techniques et du contexte des documents discutés ».
En 2017, il publie le dessin à la craie rouge du British Museum, daté de 1557 et représentant un pèlerin (peut-être saint Roch) tenant un bâton, comme étant le seul dessin de Daniele de' Porri (ou Daniele da Parma ou Daniello Porri, 1500-1577), peintre parmesan, formé avec Correggio et Parmigianino à Parme et ayant travaillé avec Taddeo Zuccari à Rome,,.

## Publications
- (it) Giuseppe Cirillo et Alberto Crispo, Clemente Ruta : (Parma 1685-1767), Parme, Grafiche Step, coll. « Quaderni di Parma per l'arte », 2012, 309 p. (Service bibliothécaire national PAR1213371)
- (it) Giuseppe Cirillo, Carlo Urbino da Crema : disegni e dipinti, Parme, Grafiche Step, coll. « Quaderni di Parma per l'arte », 2005, 205 p. (ISBN 88-7898-006-4, Service bibliothécaire national TO01463636)
- (it) Giovanni Cirillo, Ennemond Alexandre Petitot : Lyon 1727-1801 Parma, Parme, Fondazione Cassa di risparmio di Parma, 2002, 452 p. (BNF 39019676, Service bibliothécaire national UMC0297493)
- (it) Giuseppe Cirillo et Giorgio Cusatelli, Petitot : un artista del Settecento europeo a Parma, Parme, Fondazione Cassa di risparmio di Parma, coll. « Biblioteca della Pilotta », 1997, 382 p., Catalogue de l'exposition organisée à Parme du 6 avril au 29 juin 1997 (ISBN 88-7746-992-7, Service bibliothécaire national MOD0367867)
- (it) Giuseppe Cirillo et Giovanni Godi, Le nature morte del "pittore di Carlo Torre" pseudo Fardella nella Lombardia del secondo Seicento, Parme, PPS, 1996, 267 p. (BNF 43575686, Service bibliothécaire national VEA0093792).
- (it) Giuseppe Cirillo (dir.) et Giovanni Godi, Silvana Gorreri, Luigi Bedulli, I disegni della Biblioteca Palatina di Parma, Parmae, Banca Emiliana, 1991, 303 p. (BNF 36966068, Service bibliothécaire national VEA0050817)
- (it) Giuseppe Cirillo et Giovanni Godi, Il trionfo del barocco a Parma nelle feste farnesiane del 1690, Parme, Artegrafica Silva, 1989, 355 p. (ISBN 88-7765-005-2, BNF 35599576, Service bibliothécaire national RAV0089167)